# Live at the Zenith
Albums de Archive
Lights
(2006) Controlling Crowds
(2009)
Live at the Zenith est le premier album live d'Archive, sorti en 2007.

## Titres
| 1.    | Lights           | 15:18 |
| 2.    | Noise            | 7:02  |
| 3.    | Bridge Scene     | 5:29  |
| 4.    | Veins            | 4:01  |
| 5.    | You Make Me Feel | 4:06  |
| 6.    | Fuck U           | 5:33  |
| 7.    | Black            | 2:55  |
| 8.    | Sane             | 4:52  |
| 9.    | Sit Back Down    | 6:47  |
| 10.   | Again            | 15:48 |
| 11.   | Pulse            | 6:46  |
| 78:37 |                  |       |

| DVD de l'édition limitée | DVD de l'édition limitée                  | DVD de l'édition limitée | DVD de l'édition limitée | DVD de l'édition limitée | DVD de l'édition limitée | DVD de l'édition limitée | DVD de l'édition limitée | DVD de l'édition limitée | DVD de l'édition limitée |
| No                       | Titre                                     | Présence                 | Durée                    |                          |                          |                          |                          |                          |                          |
| ------------------------ | ----------------------------------------- | ------------------------ | ------------------------ | ------------------------ | ------------------------ | ------------------------ | ------------------------ | ------------------------ | ------------------------ |
| 1.                       | Lights                                    | Documentaire             |                          |                          |                          |                          |                          |                          |                          |
| 2.                       | Sane                                      | Documentaire             |                          |                          |                          |                          |                          |                          |                          |
| 3.                       | Sit Back Down                             | Documentaire             |                          |                          |                          |                          |                          |                          |                          |
| 4.                       | System                                    | Documentaire             |                          |                          |                          |                          |                          |                          |                          |
| 5.                       | Fold                                      | Documentaire             |                          |                          |                          |                          |                          |                          |                          |
| 6.                       | You Make Me Feel                          | Documentaire             |                          |                          |                          |                          |                          |                          |                          |
| 7.                       | Fuck U (Eurockéennes Festival 2006)       | Documentaire             |                          |                          |                          |                          |                          |                          |                          |
| 8.                       | Numb (Live At Eurockéennes Festival 2006) | extra                    |                          |                          |                          |                          |                          |                          |                          |
| 9.                       | Fold (Live At Eurockéennes Festival 2006) | extra                    |                          |                          |                          |                          |                          |                          |                          |
| 32:00                    |                                           |                          |                          |                          |                          |                          |                          |                          |                          |

## Commentaires
- Premier album live d'Archive, il a été enregistré sur la scène parisienne du Zénith le 20 janvier 2007.
- Une édition limitée contient un CD + un DVD incluant un reportage sur le concert et des extraits de titres du live.
- Live at the Zenith ne contient pas l'intégralité du concert mais onze titres : cinq titres de l'album Lights, un titre de la BO de Michel Vaillant, un titre du deuxième album Take My Head, un titre du troisième album You All Look the Same to Me et trois titres de Noise.
Aucun titre de Londinium, le premier album, ne figure sur ce live audio bien que sur scène le groupe a notamment interprété Headspace mais aussi une reprise de Portishead : Roads. Il est possible de retrouver ces deux titres sur un autre live d'Archive uniquement disponible sur internet : Live for Three Nights at les Nuits Botaniques Festival (huit titres), sorti en 2005.